# Reginald Knowles
Pour les articles homonymes, voir Knowles.
Reginald Lionel Knowles, né le 4 mars 1879 à Poplar (Londres) et mort le 26 décembre 1950 à Norbury (Croydon), est un aquarelliste, graphiste et illustrateur britannique.

## Biographie
Fils de Ebenezer Caleb Knowles, employé aux assurances, et d'Emma Dece Scutt, institutrice, un couple originaire du Worcestershire et du Devon, qui s'était installé dans un quartier ouvrier de l'East End de Londres, Reginald a deux autres frères, Charles (1876-1936), qui est l'aîné, et Horace (1884-1954) le cadet, qui furent également artistes. Après avoir vécu dans le Dorset chez une parente, il développe un talent précoce pour le dessin. Revenu à Londres pour finir ses études élémentaires, puis le collège, il perd l'usage d'un œil au cours d'un accident. Il trouve cependant un premier emploi de dessinateur chez J. M. Dent qui l'emploie comme apprenti à partir de 1895. Par la suite, Reginald va fonder son propre atelier en indépendant, et Dent lui restera fidèle, devenant même son principal client — il signait ses compositions du monogramme « RLK ». Pour cet éditeur, il conçoit la charte graphique des ouvrages de la collection Everyman's Library, qui, en 1907, connaît un énorme succès populaire. Il resta longtemps le directeur artistique de cette collection, et ne fut remplacé qu'en 1929 par Eric Ravilious,.
En 1912, Reginald Knowles est approché par la Society of Divine Compassion basée à Plaistow, d'obédience anglicane, qui œuvre pour les pauvres dans le quartier de l'East End, et qui dirige une maison d'édition, The Whitwell Press. Il en devient le directeur artistique. Durant la guerre, lui et son frère Horace travaillent pour The Carlton Studios, une importante agence de design graphique, qui fournit des groupes de presse comme G. Newnes Ltd, Cassell's, George Allen, etc.
Ses premiers dessins et aquarelles ont été montrés lors des Arts & Crafts Exhibitions à Londres : cet artiste s'inscrit dans la lignée de ce mouvement, marqué par Walter Crane, le renouveau gothique, le fantastique. Il expose également à la Royal Academy of Arts. Il fut membre du Gilbert Garret Sketch Club. Il fut également professeur à la Central School of Arts and Crafts.
Mariée à Lena Mildred Cadman depuis juillet 1919, le couple vécut un temps à Kingston upon Thames.

## Ouvrages illustrés notables

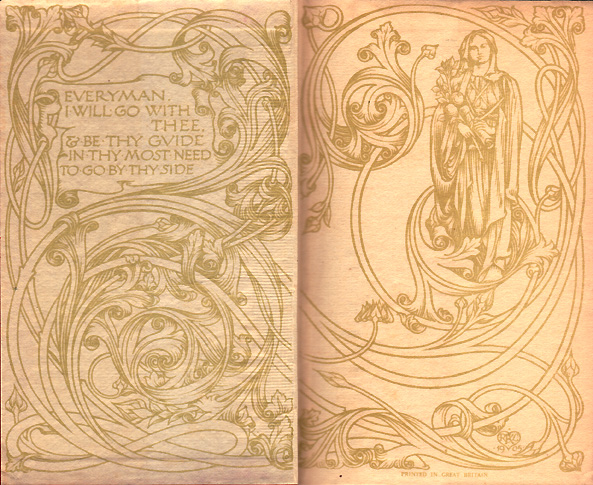
Pages de garde de l'Everyman's Library (1906) signées « RLK ». La citation à gauche est tirée de la pièce médiévale Everyman.

- Holme Lee (Harriet Parr (en)), Legends from Fairy Land, Londres, Chatto & Windus, 1907.
- Thomas Okey, The Old Venetian Palaces and Old Venetian Folk, couverture et reliure, avec des illustrations de Trevor Haddon, Londres, J. M. Dent, 1907.
- G. W. Dasent (trad.), Norse Fairy Tales[4], Londres, S. T. Freemantle / Philadelphie, J. B. Lippincott & Co., 1910.
- Old World Love-Stories, Londres, J. M. Dent & Sons, 1913.
- Peeps into Fairyland, Londres, Thornton Butterworth, 1924.
- Walter Raymond, The Book of Simple Delights, Londres, J. M. Dent & Sons, 1933.
- Wilfred Gavin Brown, My River and Some Other Waters, Londres, Frederick Muller Ltd, 1947.